# Övre Peru
Övre Peru (spanska: Alto Perú) var en region i  Vicekungadömet Peru, och från 1776, i  Vicekungadömet Río de la Plata, som bestod av guvernörskapen Potosí, La Paz, Cochabamba, Chiquitos, Moxos och Charcas (senare omdöpt till Sucre). Det styrdes i början av Audiencia of Charcas, som hade bildats 1561, och som hade en uttalad självstyrelse men samtidigt låg inom Vicekungadömets jurisdiktion. Portugisernas avancemang gjorde dock att Spanien bildade Vicekungadömet Río de la Plata, dit Audensia de Charcas överfördes av ekonomiska skäl.
Förbindelserna mellan södra Peru och Alto Peru vidmakthölls dock, socialt och ekonomiskt.
Självständighetsprocessen påbörjades 1809. Styret av Alto Peru återtogs då av vicekungen Abascal, vilket också godkändes av den spanska regeringen. Efter Bolivianska självständighetskriget, blev området en självständig stat, och bytte namn till Bolivia efter Simón Bolívar.